# 아리안 슈루터

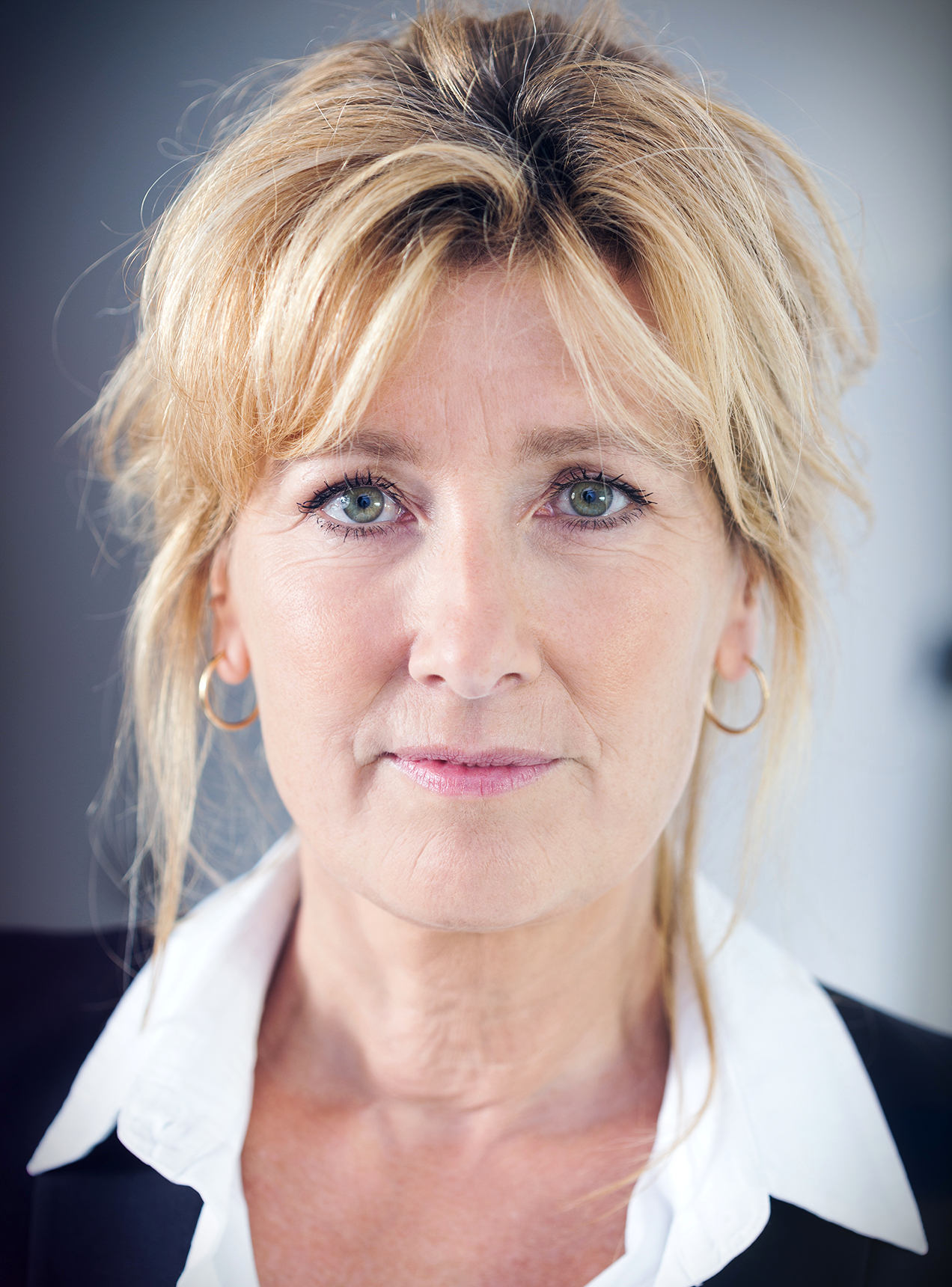

아리안 슈루터(Ariane Schluter, 1966년 2월 1일 ~ )는 네덜란드 왕국의 배우, 영화배우이다.

## 영화
- 피의자 : 사라진 증거 (2014년)
- 마테호른 (2013년) - 사스키아 역
- 170 헤르츠 (2011년) - 닉 어머니 역
- 웨이터 (2006년)
- 레지스탕스 (2003년)
- 친구를 빌려줍니다 (2000년)
- 리틀 토니 (1998년)
- 드레스 (1996년)